# Qualificazioni al campionato mondiale di calcio a 5 2016 - UEFA
Il torneo europeo di qualificazione al FIFA Futsal World Cup 2016, sarà disputato dalle nazionali europee dal 22 ottobre 2015 all'12 aprile 2016.
Un totale di 45 squadre nazionali, con la Danimarca, Gibilterra, Svezia e Galles che per la prima volta partecipano alle qualificazioni mondiali FIFA.
Il sorteggio per il turno preliminare e principale si è tenuto il 2 luglio 2015, presso la sede centrale della UEFA a Nyon, Svizzera.

## Turno preliminare

### Gruppo A
| Pos. | Squadra    | Pt | G | V | N | P | GF | GS | DR  |
| ---- | ---------- | -- | - | - | - | - | -- | -- | --- |
| 1.   | Moldavia   | 7  | 3 | 2 | 1 | 0 | 21 | 4  | +17 |
| 2.   | Georgia    | 7  | 3 | 2 | 1 | 0 | 20 | 4  | +16 |
| 3.   | Andorra    | 3  | 3 | 1 | 0 | 2 | 5  | 12 | -7  |
| 4.   | Gibilterra | 0  | 3 | 0 | 0 | 3 | 5  | 31 | -26 |

### Gruppo B
| Pos. | Squadra    | Pt | G | V | N | P | GF | GS | DR |
| ---- | ---------- | -- | - | - | - | - | -- | -- | -- |
| 1.   | Svezia     | 7  | 3 | 2 | 1 | 0 | 16 | 8  | +8 |
| 2.   | Grecia     | 6  | 3 | 2 | 0 | 1 | 8  | 8  | 0  |
| 3.   | Montenegro | 4  | 3 | 1 | 1 | 1 | 9  | 8  | +1 |
| 4.   | San Marino | 0  | 3 | 0 | 0 | 3 | 5  | 14 | -9 |

### Gruppo C
| Pos. | Squadra  | Pt | G | V | N | P | GF | GS | DR  |
| ---- | -------- | -- | - | - | - | - | -- | -- | --- |
| 1.   | Francia  | 9  | 3 | 3 | 0 | 0 | 15 | 2  | +13 |
| 2.   | Albania  | 6  | 3 | 2 | 0 | 1 | 11 | 6  | +5  |
| 3.   | Lituania | 3  | 3 | 1 | 0 | 2 | 4  | 12 | +8  |
| 4.   | Malta    | 0  | 3 | 0 | 0 | 3 | 6  | 16 | -10 |

### Gruppo D
| Pos. | Squadra  | Pt | G | V | N | P | GF | GS | DR |
| ---- | -------- | -- | - | - | - | - | -- | -- | -- |
| 1.   | Lettonia | 9  | 3 | 3 | 0 | 0 | 14 | 7  | +7 |
| 2.   | Cipro    | 6  | 3 | 2 | 0 | 1 | 9  | 7  | +2 |
| 3.   | Estonia  | 3  | 3 | 1 | 0 | 2 | 5  | 11 | -6 |
| 4.   | Armenia  | 0  | 3 | 0 | 0 | 3 | 6  | 9  | -3 |

### Gruppo E
| Pos. | Squadra     | Pt | G | V | N | P | GF | GS | DR |
| ---- | ----------- | -- | - | - | - | - | -- | -- | -- |
| 1.   | Inghilterra | 9  | 3 | 3 | 0 | 0 | 12 | 7  | +5 |
| 2.   | Danimarca   | 6  | 3 | 2 | 0 | 1 | 15 | 10 | +5 |
| 3.   | Galles      | 3  | 3 | 1 | 0 | 2 | 9  | 12 | -3 |
| 4.   | Israele     | 0  | 3 | 0 | 0 | 3 | 8  | 15 | -7 |

### Gruppo F
| Pos. | Squadra   | Pt | G | V | N | P | GF | GS | DR |
| ---- | --------- | -- | - | - | - | - | -- | -- | -- |
| 1.   | Finlandia | 4  | 2 | 1 | 1 | 0 | 3  | 0  | +3 |
| 2.   | Bulgaria  | 2  | 2 | 0 | 2 | 0 | 2  | 2  | 0  |
| 3.   | Svizzera  | 1  | 2 | 0 | 1 | 1 | 2  | 5  | -3 |

## Turno principale

### Gruppo A
| Pos. | Squadra     | Pt | G | V | N | P | GF | GS | DR  |
| ---- | ----------- | -- | - | - | - | - | -- | -- | --- |
| 1.   | Ucraina     | 9  | 3 | 3 | 0 | 0 | 18 | 5  | +13 |
| 2.   | Ungheria    | 6  | 3 | 2 | 0 | 1 | 13 | 11 | +2  |
| 3.   | Belgio      | 3  | 3 | 1 | 0 | 2 | 8  | 11 | -3  |
| 4.   | Inghilterra | 0  | 3 | 0 | 0 | 3 | 4  | 16 | -12 |

### Gruppo B
| Pos. | Squadra     | Pt | G | V | N | P | GF | GS | DR  |
| ---- | ----------- | -- | - | - | - | - | -- | -- | --- |
| 1.   | Azerbaigian | 7  | 3 | 2 | 1 | 0 | 19 | 8  | +11 |
| 2.   | Bielorussia | 4  | 3 | 1 | 1 | 1 | 11 | 13 | -2  |
| 3.   | Croazia     | 4  | 3 | 1 | 1 | 1 | 13 | 12 | +1  |
| 4.   | Svezia      | 1  | 3 | 0 | 1 | 2 | 5  | 15 | -10 |

### Gruppo C
| Pos. | Squadra   | Pt | G | V | N | P | GF | GS | DR  |
| ---- | --------- | -- | - | - | - | - | -- | -- | --- |
| 1.   | Russia    | 9  | 3 | 3 | 0 | 0 | 12 | 2  | +10 |
| 2.   | Serbia    | 6  | 3 | 2 | 0 | 1 | 9  | 3  | +6  |
| 3.   | Finlandia | 3  | 3 | 1 | 0 | 2 | 9  | 7  | +2  |
| 4.   | Turchia   | 0  | 3 | 0 | 0 | 3 | 3  | 21 | -18 |

### Gruppo D
| Pos. | Squadra              | Pt | G | V | N | P | GF | GS | DR  |
| ---- | -------------------- | -- | - | - | - | - | -- | -- | --- |
| 1.   | Spagna               | 9  | 3 | 3 | 0 | 0 | 22 | 2  | +20 |
| 2.   | Paesi Bassi          | 6  | 3 | 2 | 0 | 1 | 8  | 12 | -4  |
| 3.   | Bosnia ed Erzegovina | 3  | 3 | 1 | 0 | 2 | 9  | 14 | -5  |
| 4.   | Lettonia             | 0  | 3 | 0 | 0 | 3 | 4  | 15 | -11 |

### Gruppo E
| Pos. | Squadra    | Pt | G | V | N | P | GF | GS | DR |
| ---- | ---------- | -- | - | - | - | - | -- | -- | -- |
| 1.   | Kazakistan | 7  | 3 | 2 | 1 | 0 | 9  | 5  | +4 |
| 2.   | Slovenia   | 5  | 3 | 1 | 2 | 0 | 7  | 6  | +1 |
| 3.   | Rep. Ceca  | 3  | 3 | 1 | 0 | 2 | 6  | 8  | -2 |
| 4.   | Francia    | 1  | 3 | 0 | 1 | 3 | 6  | 9  | -3 |

### Gruppo F
| Pos. | Squadra    | Pt | G | V | N | P | GF | GS | DR  |
| ---- | ---------- | -- | - | - | - | - | -- | -- | --- |
| 1.   | Portogallo | 9  | 3 | 3 | 0 | 0 | 17 | 3  | +14 |
| 2.   | Polonia    | 6  | 3 | 2 | 0 | 1 | 13 | 9  | +4  |
| 3.   | Romania    | 3  | 3 | 1 | 0 | 2 | 6  | 14 | -8  |
| 4.   | Norvegia   | 0  | 3 | 0 | 0 | 3 | 4  | 14 | -10 |

### Gruppo G
| Pos. | Squadra    | Pt | G | V | N | P | GF | GS | DR |
| ---- | ---------- | -- | - | - | - | - | -- | -- | -- |
| 1.   | Italia     | 6  | 3 | 2 | 0 | 1 | 10 | 4  | +6 |
| 2.   | Slovacchia | 6  | 3 | 2 | 0 | 1 | 6  | 4  | +2 |
| 3.   | Macedonia  | 6  | 3 | 2 | 0 | 1 | 8  | 9  | -1 |
| 4.   | Moldavia   | 0  | 3 | 0 | 0 | 3 | 4  | 11 | -7 |

## Spareggi
| Gruppo | Testa di serie | Non testa di serie |
| ------ | -------------- | ------------------ |
| A      | Ucraina        | Ungheria           |
| B      | Azerbaigian    | Bielorussia        |
| C      | Russia         | Serbia             |
| D      | Spagna         | Paesi Bassi        |
| E      | Kazakistan     | Slovenia           |
| F      | Portogallo     | Polonia            |
| G      | Italia         | Slovacchia         |

| Squadra 1   | Totale | Squadra 2   | Andata | Ritorno |
| ----------- | ------ | ----------- | ------ | ------- |
| Slovenia    | 2 - 5  | Spagna      | 1 - 0  | 1 - 5   |
| Slovacchia  | 2 - 11 | Ucraina     | 0 - 6  | 1 - 5   |
| Polonia     | 1 - 8  | Kazakistan  | 1 - 1  | 0 - 7   |
| Serbia      | 2 - 4  | Portogallo  | 1 - 2  | 1 - 2   |
| Bielorussia | 3 - 6  | Russia      | 1 - 4  | 2 - 2   |
| Paesi Bassi | 5 - 9  | Azerbaigian | 1 - 5  | 4 - 4   |
| Ungheria    | 0 - 9  | Italia      | 0 - 3  | 0 - 6   |

### Squadre qualificate
| Squadra     | Ultima presenza |
| ----------- | --------------- |
| Spagna      | Thailandia 2012 |
| Ucraina     | Thailandia 2012 |
| Kazakistan  | Guatemala 2000  |
| Portogallo  | Thailandia 2012 |
| Russia      | Thailandia 2012 |
| Azerbaigian | Debutto         |
| Italia      | Thailandia 2012 |